# ホーソーン・ハイツ
ホーソーン・ハイツ(Hawthorne Heights)は、アメリカ合衆国発のポスト・ハードコアバンドである。米国内で爆発的な人気を誇るバンドで、2006年1月28日に発表した2枚目のアルバム「イフ・オンリー・ユー・ワー・ロンリー」は全米アルバムチャートで初登場3位を記録した。

## 現在のメンバー
- JTウドルフ/JT Woodruff - ヴォーカル・ギター・ピアノ・キーボード
- マット・リデノール/Matt Ridenour - ベース
- マーク・マクミロン/Mark McMillon - ギター・スクリーム(2017年正式加入。)

### 旧メンバー
- クリス・"ポピー"・ポパダック/Chris "Poppy" Popadak - ドラム(2017年正式加入、2024年脱退。)
- ミカオ・カーリ/Micah Carli - ギター・スクリーム(2015年脱退。)
- エロン・ブシアレリ/Eron Bucciarelli - ドラム(2014年脱退。)
- キャシー・カルバート/Casey Calvert - ギター・スクリーム(2002年加入、2007年に死去。写真一番左。)

## 略歴
2001年夏、JTウドルフが中心となり、その原型となる「ア・デイ・イン・ザ・ライフ」というバンドをオハイオ州のデイトンにて結成。自主制作デモの発表や地道なライブ活動を通じて知名度を獲得してゆき、2003年に大手インディーズレーベルのビクトリー・レコードと契約を結ぶことに成功した。
2004年6月8日に、初のアルバム「ザ・サイレンス・イン・ブラック・アンド・ホワイト」を発表。全米アルバムチャートにて最高56位を記録し、80万枚以上を売り上げ、米国でゴールドディスクに認定された。当時80万枚という数値は、ビクトリー・レコード史上最高で、2010年現在もその記録は塗り替えられていない。
2006年2月28日に2枚目のアルバム「イフ・オンリー・ユー・ワー・ロンリー」を発表。全米アルバムチャートにて、前作を大幅に上回る、初登場3位を記録した。
2007年11月24日にギタリストのキャシー・カルバートがツアーバス内で死亡しているのが発見された。死因は、医師から処方された薬を飲み過ぎたための急性薬物中毒であった。
2008年8月5日に3枚目のアルバム「フラジール・フューチャー」を発表。全米アルバムチャートにて初登場23位を記録した。
2009年に入ると、メジャーレーベルのワインド-アップ・レコーズへ移籍。翌2010年の6月には4枚目のアルバム「スケルトンズ」を発表した。

## ディスコグラフィー

### アルバム
| 発売日        | アルバムのタイトル                      | 販売レーベル     | チャート最高位 |
| 2004年6月8日  | The Silence in Black and White          | Victory          | 56位           |
| 2006年2月28日 | If Only You Were Lonely                 | Victory          | 3位            |
| 2008年8月5日  | Fragile Future                          | Victory          | 23位           |
| 2010年6月1日  | Skeletons                               | Wind-Up          | 50位           |
| 2013年6月25日 | Zero                                    | Red              |                |
| 2014年4月15日 | The Silence in Black and White Acoustic | Cardboard Empire |                |
| 2018年4月27日 | Bad Frequencies                         | Pure Noise       |                |
| 2021年9月10日 | The Rain Just Follows Me                | Pure Noise       |                |
| 2023年12月1日 | If Only You Were Lonely XV              | Skeleton Club    |                |